# 白花紫荆
白花紫荆（学名：Cercis chinensis f. alba）为豆科紫荆属紫荆下的一个变型。

## 扩展阅读
- 維基物種上的相關：白花紫荆